# Oskar Speck (Abenteurer)

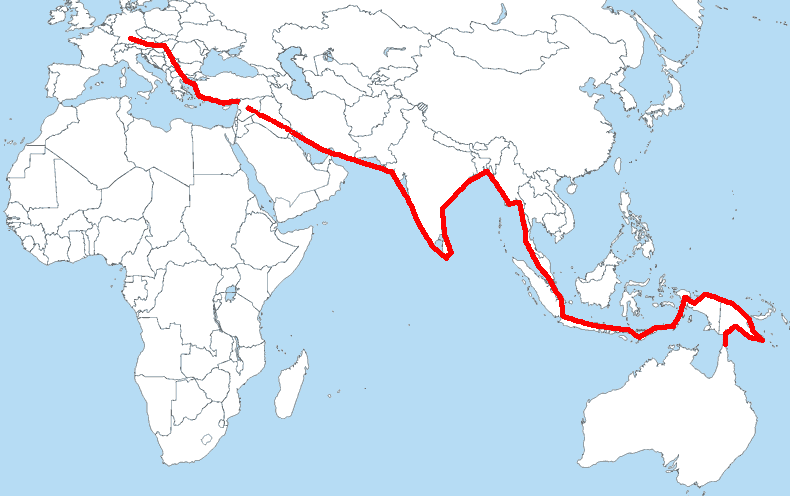
Route Mai 1932 – September 1939

Oskar Speck (* 4. März 1907 in Altona; † 27. März 1993 in New South Wales) war ein deutscher Abenteurer, der mit einem Faltboot von Deutschland nach Australien fuhr.

## Leben
Nach der Weltwirtschaftskrise ab 1929, in der er sein Unternehmen als selbstständiger Elektrikermeister aufgeben musste, wollte Speck in einer Kupfermine auf Zypern arbeiten. Er startete im Mai 1932 in Ulm und paddelte die Donau flussabwärts.
An der bulgarisch-jugoslawischen Grenze entschied er sich, in den wilderen Vardar umzusetzen, der mit dem Faltboot bislang noch nicht befahren worden war. Bis er die Stadt Veles in Mazedonien erreichte, waren die Hälfte der Spanten seines Kajaks gebrochen, die aus Eschenholz gefertigt waren.
Im Winter 1932/33 fror der Vardar zu und Speck schickte die Haut des Faltboots zur Reparatur nach Deutschland zurück. Er unterbrach seine Reise in Veles für insgesamt fünf Monate.
Nach Ankunft in der Ägäis fuhr er an der anatolischen Küste entlang bis nach Syrien, transportierte sein Faltboot auf dem Landweg nach Maskanah am Euphrat und setzte seine Fahrt von dort durch den Persischen Golf und entlang der Küsten von Indien, Malaya, Java und Bali nach Australien fort. Seine Anlandung fand am Strand der Insel Saibai statt, die sich in der Torres-Straße etwa 100 Kilometer nördlich der Thursday Island befindet. Beide Territorien gehören geografisch zur nördlichsten Gemeinde Australiens, Torres Shire. Auf Thursday Island wurde er unmittelbar nach seiner Ankunft im September 1939 verhaftet und als feindlicher Ausländer bis 1945 in Tatura, Victoria, interniert.
Speck hatte auf seiner wagemutigen Reise insgesamt 50.000 Kilometer in seinem Faltboot zurückgelegt. Dass er Nichtschwimmer gewesen sein soll, ist eine häufig wiederholte Falschbehauptung. Nach Kriegsende baute er sich in Australien eine Existenz als Opalhändler auf.
Nachdem Specks Fahrt in Deutschland bekannt geworden war, stellte ihm das Bad Tölzer Unternehmen Pionier Faltboot Werft insgesamt vier Faltboote während seiner Reise kostenlos zur Verfügung. Heute findet man seine Ausrüstung im Australian National Maritime Museum in Sydney.

## Würdigungen

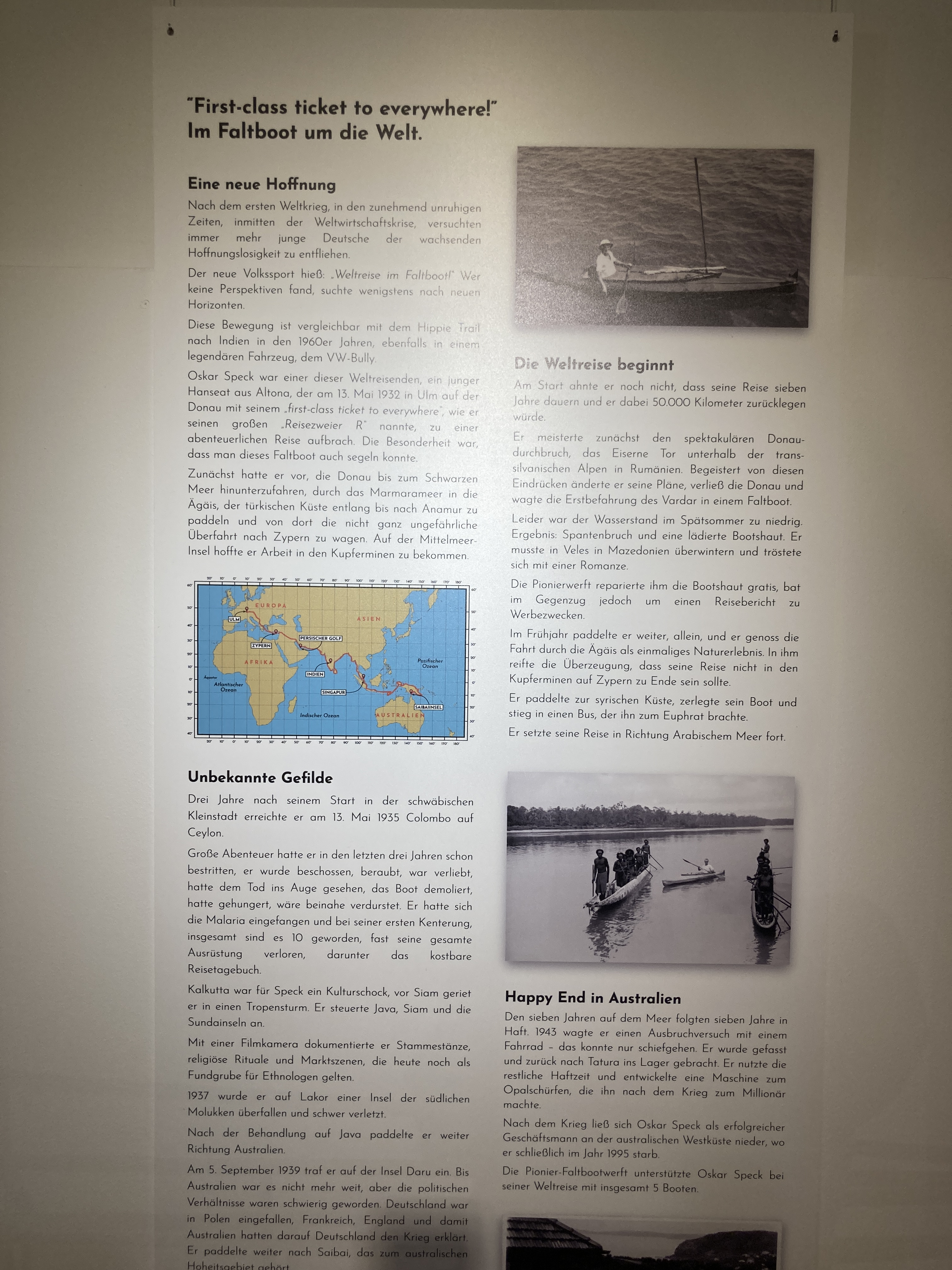
Texttafel Oskar Speck Welttour in Ausstellung 100 Jahre Pionier Faltbootwerft - Stadtmuseum Bad-Tölz

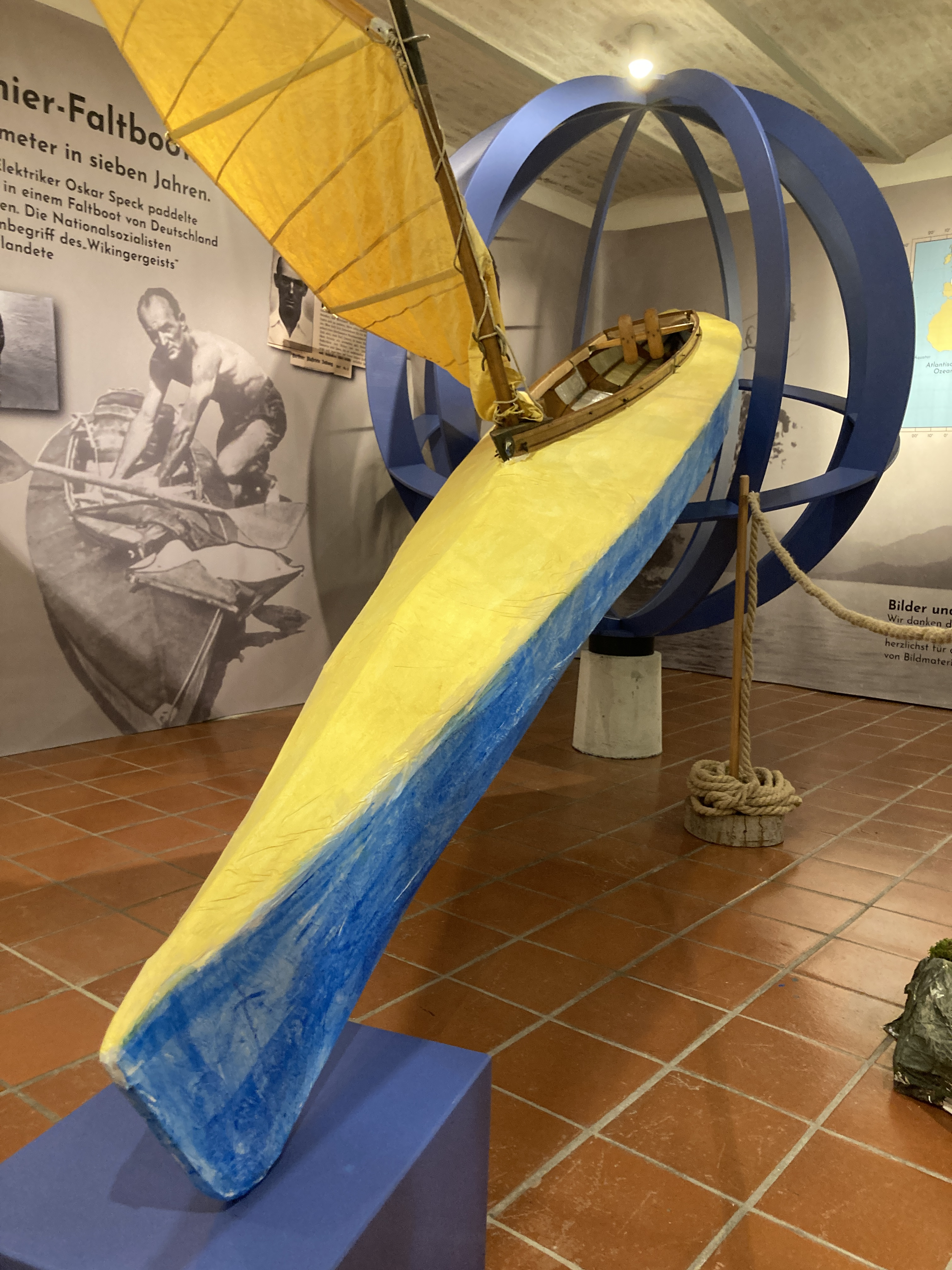
Installation Oskar Speck Welttour in Ausstellung 100 Jahre Pionier Faltbootwerft - Stadtmuseum Bad-Tölz

- Von 2011 bis 2016 fuhr die Australierin Sandy Robson die Route von Oskar Speck mit dem Kajak nach.[5][6]

- Der Schriftsteller Tobias Friedrich verarbeitete Specks Reise 2022 in dem Roman Der Flussregenpfeifer.[7]

- Im Stadtmuseum Bad Tölz wird 2025 die Reise Oskar Specks in der Ausstellung 100 Jahre Pionier Faltbootwerft entsprechend gewürdigt, da Speck mit Faltbooten von Pionier unterwegs war und immer dann einen Ersatz schickte, wenn ein Boot von Speck kaputt gegangen oder zerstört worden war.